# Oybin (montagne)
Pour l’article homonyme, voir Oybin.
L’Oybin est une montagne culminant à 515 mètres d'altitude dans le massif des monts de Zittau, à Oybin, au sud-est de la Saxe. Au sommet se trouvent les ruines du château d'Oybin, que l'empereur Charles IV agrandit pour en faire sa dernière résidence, et une abbaye célestine, fondée en 1369.

## Histoire
Selon les fouilles archéologiques, la première colonie sur le mont Oybin date de l'âge du bronze, des XIe et XIIe siècles av. J.-C. Les premières traces de construction remontent au XIIIe siècle. La première destruction documentée par la ville de Zittau en 1291 a également lieu au cours de ce siècle. Le château-fort est utilisé comme base pour les raids des barons-bandits. C'est aussi la première mention écrite de l'Oybin (Moybin). Le château est rapidement reconstruit.
De 1311 à 1316, le complexe est agrandi en un château de section bien fortifié pour protéger les routes commerciales à proximité par Henri de Leipa, maréchal du roi Jean de Luxembourg. En 1346, il revient directement à la couronne de Bohême. En 1364, l'empereur Charles IV fait construire la maison impériale sur l'Oybin, qu'il veut utiliser comme maison de retraite. Il fait construire l'église gothique en 1366 (avec l'aide de Peter Parler), qui est achevée en 1384. En 1369, l'empereur fonde une abbaye sur l'Oybin pour l'ordre des Célestins. Un membre important de ce couvent est l'inquisiteur et prieur (à partir de 1395) Petrus Zwicker.
L'Oybin est attaqué deux fois pendant les croisades contre les hussites. En 1420, c'est principalement grâce aux parois solides et aux rochers escarpés que les assiégeants se retirent sans aucun résultat. Le Meierhof au pied de la montagne aurait été incendié. Les Hussites apparaissent le 28 septembre 1429 devant l'abbaye et prennent d'assaut la forteresse de la montagne. L'attaque des troupes de Procope le Grand aurait duré quatre heures. Ils butent à la résistance des infrastructures. L'Oybin est considérée comme imprenable.
Une partie du trésor de la cathédrale Saint-Guy de Prague est conservée sur l'Oybin afin de la protéger des Hussites. Le château est agrandi dans la seconde moitié du XVIe siècle. Au cours de la Réforme, l'abbaye est dissoute, un lent déclin commence. En 1577, la foudre incendie l'église. En 1681, des pierres chutent. À cette époque, le château n'est plus habité et sert comme carrière par les habitants de la vallée.

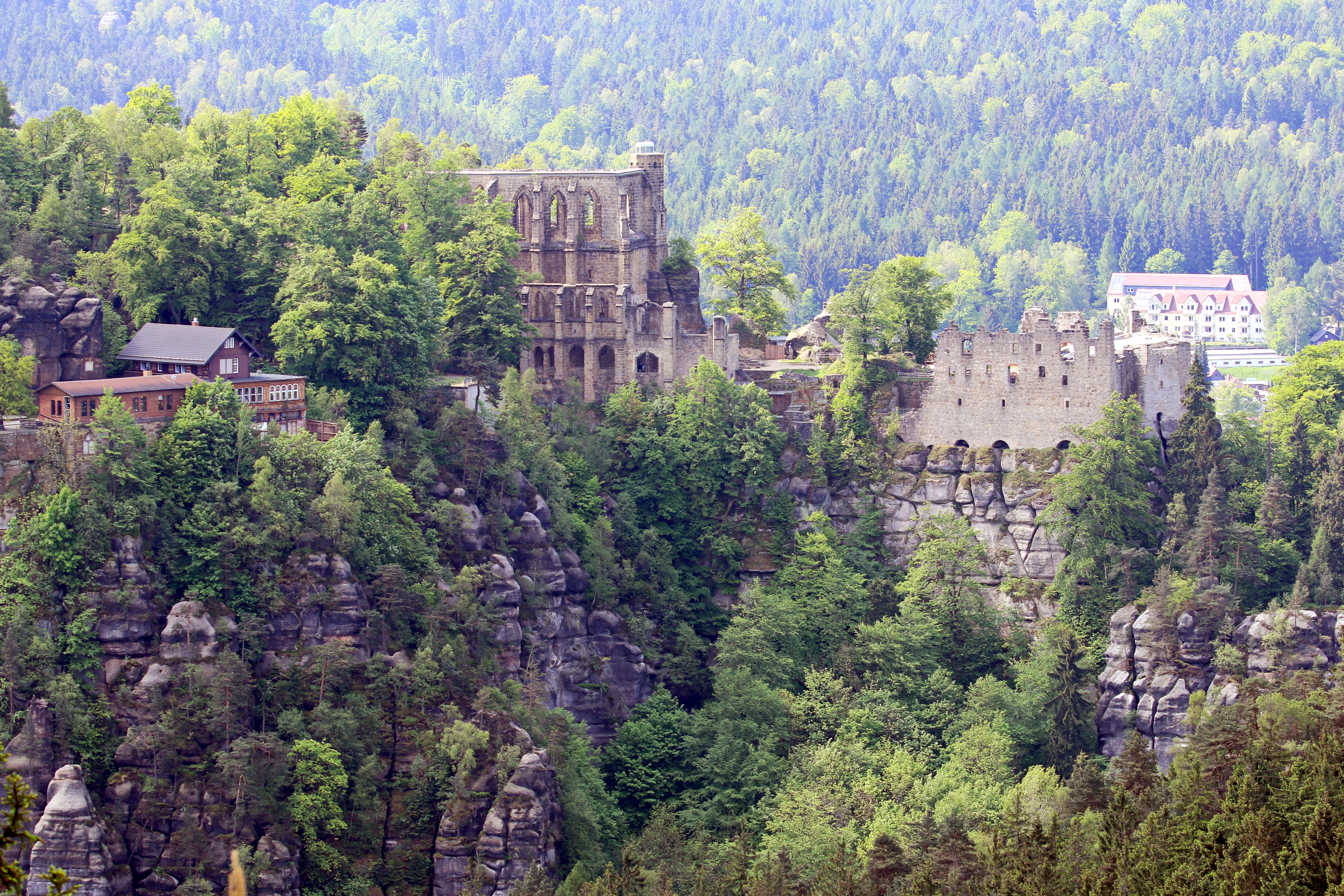
Ruines du château et de l'abbaye.

Le château est reconsidéré à l'époque romantique, lorsque le peintre de la cour saxonne Johann Alexander Thiele prend les murs romans envahis par la nature comme motif. Caspar David Friedrich, Carl Gustav Carus et d'autres peintres romantiques peignent les ruines et les ont fait connaître. En conséquence, le château est débarrassé des gravats à partir de 1829 et la maison impériale est rénovée en 1877 pour la protéger de toute détérioration supplémentaire. Depuis le milieu du XIXe siècle, de plus en plus de promeneurs et de curistes viennent à la montagne. Le tourisme se met en place par une liaison au départ de Zittau en 1830 et à l'ouverture de la ligne de chemin de fer en 1890. En 1883, Alfred Moschkau ouvre un musée. Au début du XXe siècle, le château est scientifiquement enregistré et examiné par Cornelius Gurlitt et Hugo Rathgens. En 1936, les fonds du musée sont dispersés par les héritiers d'Alfred Moschkau puis ce qui reste est pillé à la fin de la Seconde Guerre mondiale. Herrmann Knobloch a sauvé la toile de la Passion du Grand Zittau de 1472, stocké là et presque détruit. Dans les décennies suivantes, une course contre la décomposition commence. D'autres travaux de rénovation suivent. Depuis 1991, le château est largement rénové et de plus grandes parties sont exposées et reconstruites. Aujourd'hui, jusqu'à 100 000 visiteurs viennent chaque année dans les ruines du château et de l'abbaye sur la montagne Oybin.

## Ascension
L'ascension vers le plateau sommital commence au centre d'Oybin et mène à la célèbre église ; elle peut se faire en environ 15 minutes. Une variante mène à travers le Ritterschlucht, une roche étroite. Il est également possible de prendre l'Oybiner Gebirgs-Express, un train touristique routier, qui circule toutes les demi-heures pour se rendre à l'entrée du complexe du château et de l'abbaye.
Un droit d'entrée doit être payé pour accéder à l'intérieur du complexe monastique. Un sentier de randonnée circulaire fait le tour de tout le plateau sommital.

## Culture
Une légende de saut[Quoi ?] (« Jungfernsprung auf dem Oybin ») est liée à la montagne, narrée par les frères Grimm et Ludwig Bechstein, entre autres. Dès le XVIIIe siècle, l'Oybin est représentée à plusieurs reprises par des artistes de renom tels que Johann Alexander Thiele, Adrian Zingg ou Philipp Veit. Les ruines pittoresques de l'Oybin avec le cimetière situé là-bas dans le village d'Oybin sont un motif populaire pour de nombreux peintres romantiques, tels que Caspar David Friedrich, Carl Gustav Carus, Ernst Ferdinand Oehme, Carl Blechen et Ludwig Richter. Une exposition sur ce sujet est organisée en 2019 au musée de Zittau.

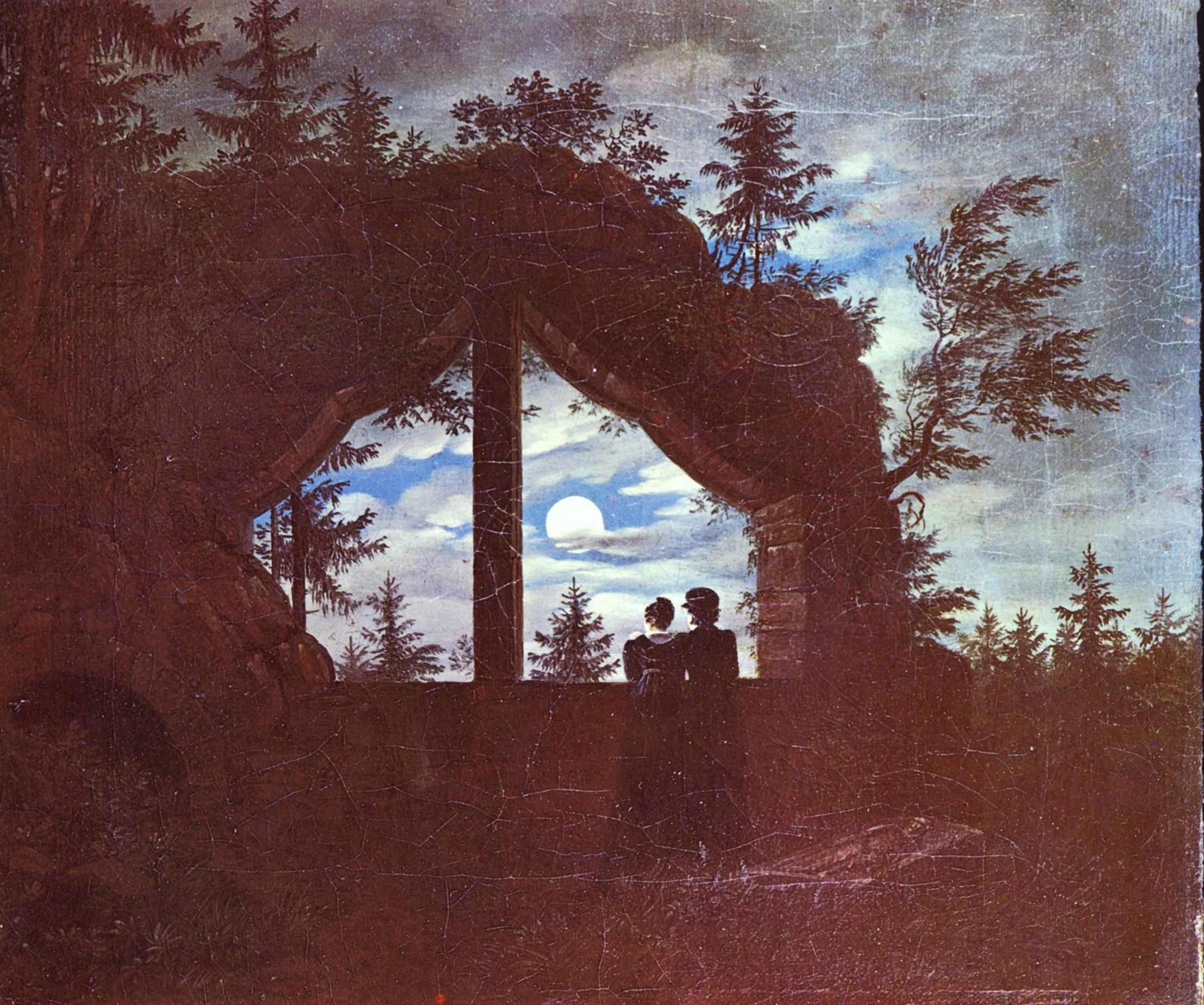
Carl Gustav Carus, Fenêtre de l'Oybin au clair de lune, 1828.
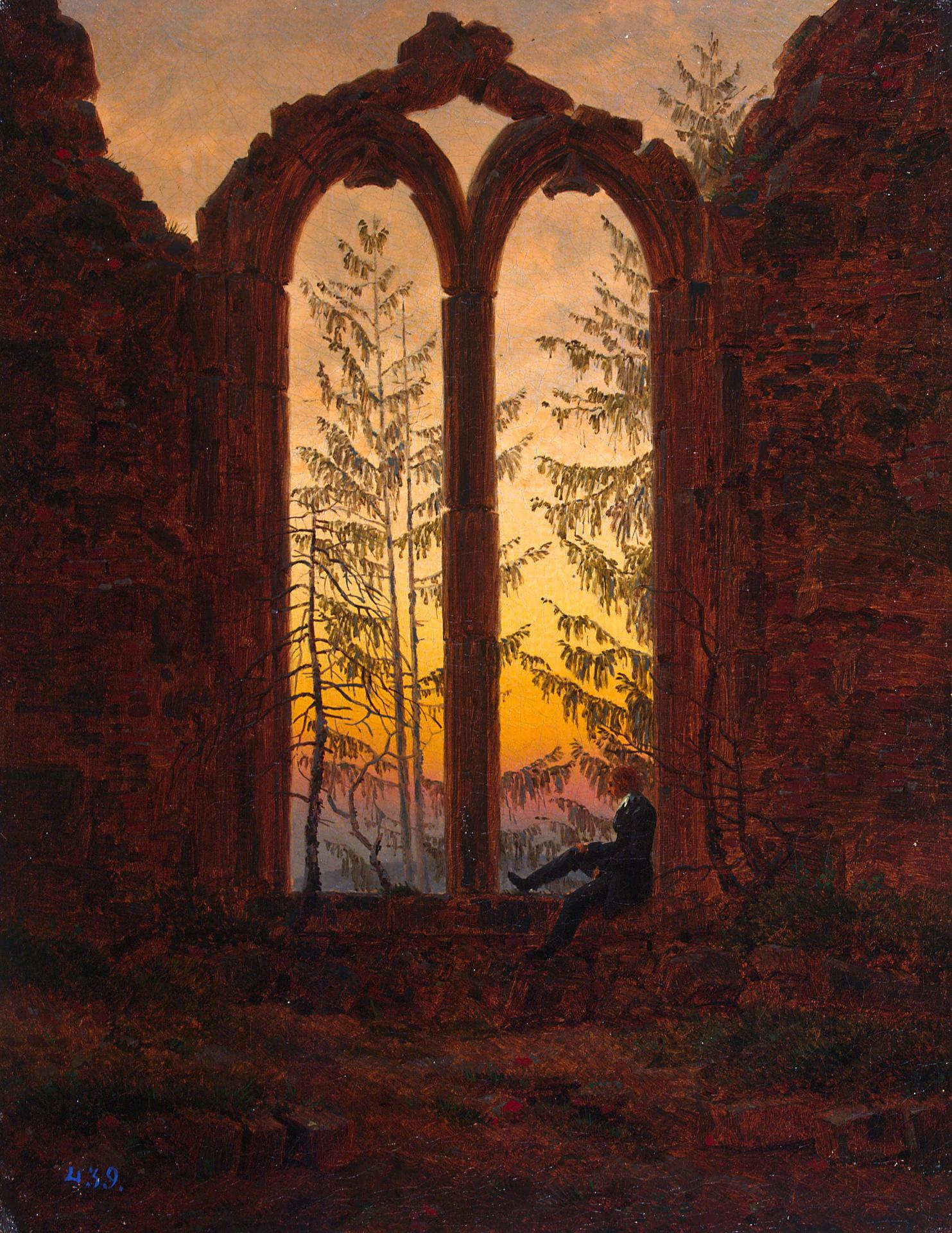
Caspar David Friedrich Le rêveur.
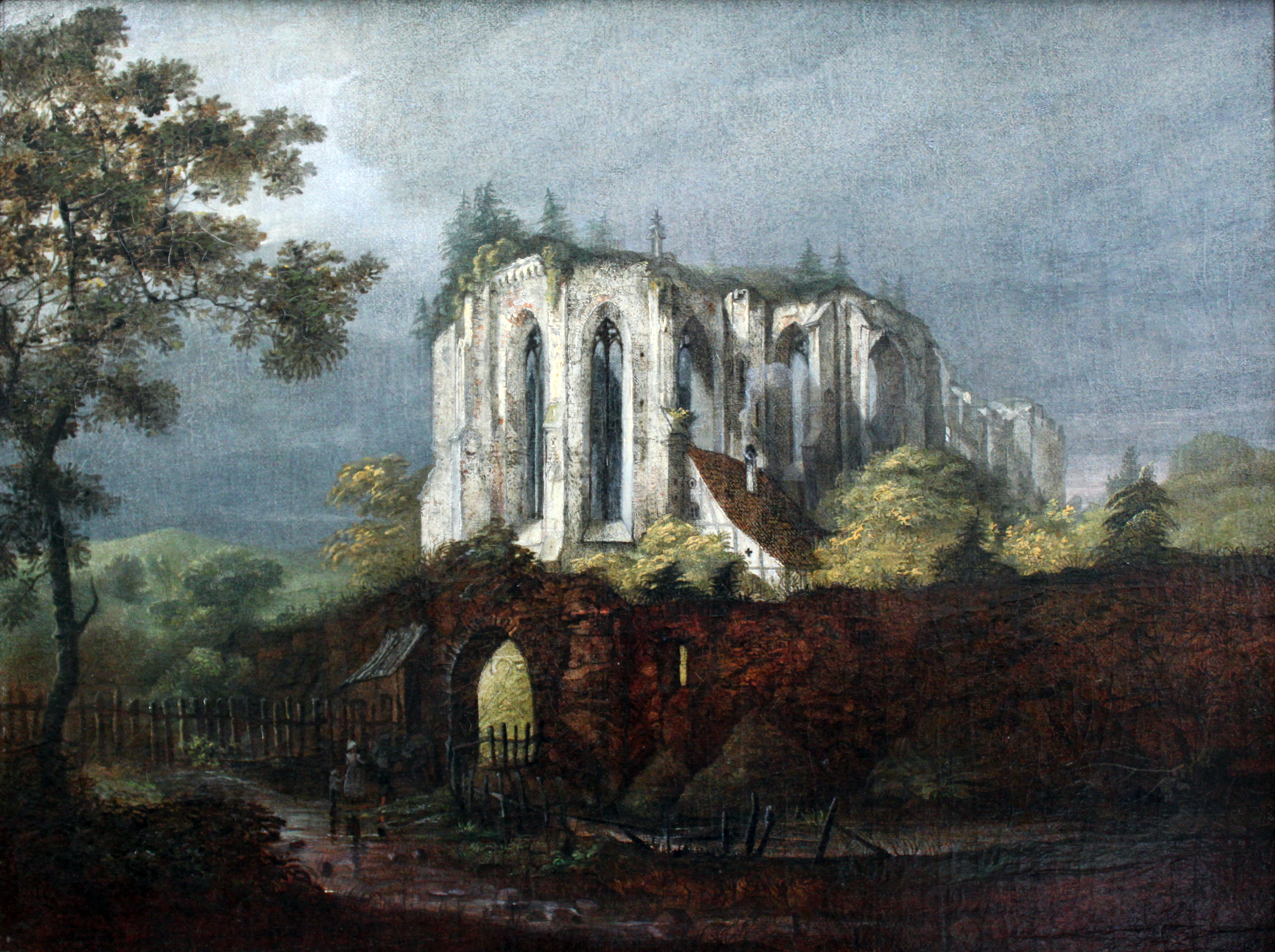
Carl Blechen, Ruines de l'abbaye d'Oybin, 1822.
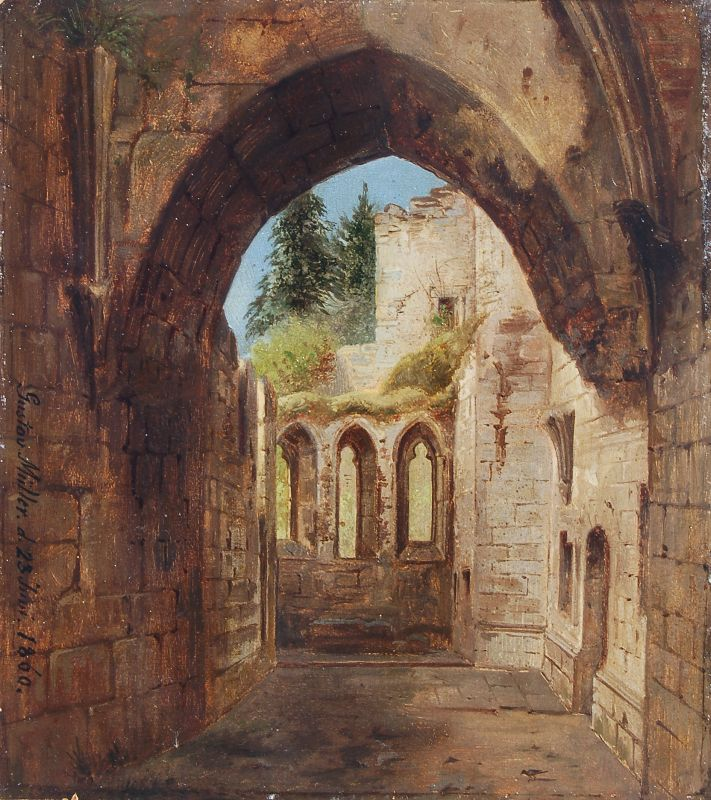
Gustav Otto Müller, Sacristie de l'église célestine d'Oybin, 1860.